# Irtuona
Irtuona je řeka v Litvě, v Žemaitsku. Teče v okresech Šilalė a Tauragė (Tauragėský kraj). Je to pravý přítok řeky Šunija. Je 22 km dlouhá. Pramení u vsi Pūtvė, na levém břehu řeky Akmena. Plocha povodí je 49 km².

## Průběh toku

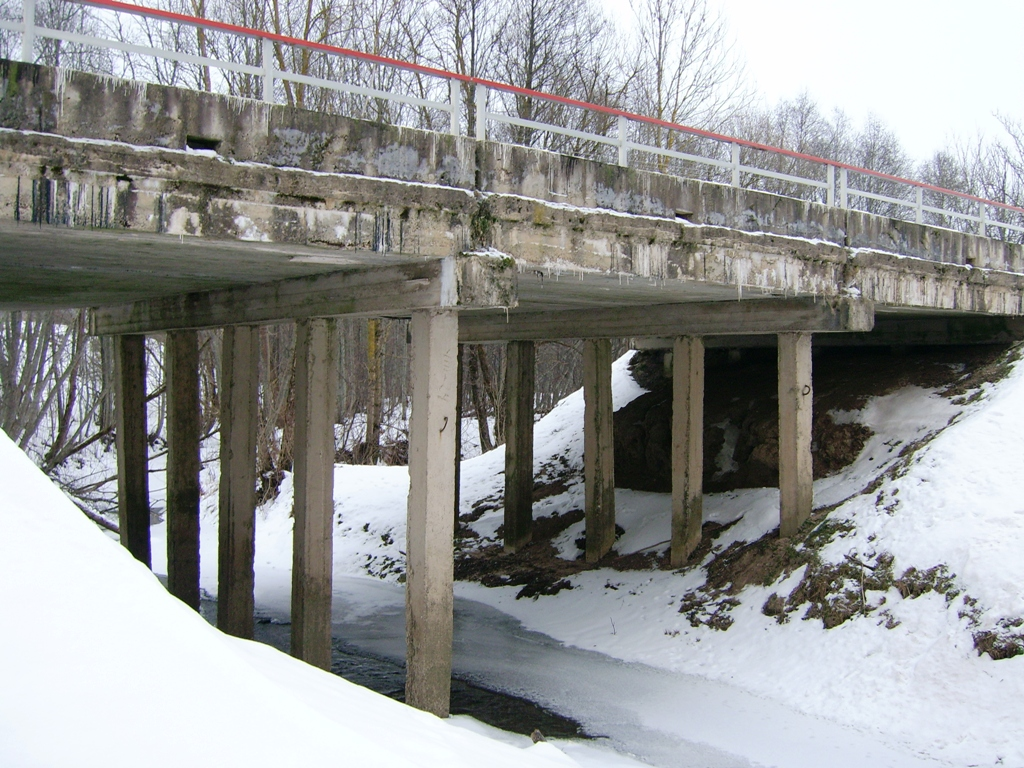
Most přes Irtuonu u vsi Jatkantaliai

Pramení u vsi Pūtvė, v lese jménem Ringių miškas, kterým protéká i většina jejího toku. Teče zpočátku severovýchodním a východním směrem. U vsi Vaitimėnai se stáčí na jihovýchod, u vsi Griaužai na jihozápad u vsi Tuščiai na jih, po soutoku s říčkou Būdupis ostře na východ, po soutoku s říčkou Girupis ostře na jih a u vsi Jatkantaliai na jihovýchod. Do řeky Šunija se vlévá jako její pravý přítok 7,5 km od jejího ústí do řeky Jūra. Průměrný spád je 323 cm/km. Řeka je velmi málo znečištěná – jedna z nejčistších v Litvě.

## Přítoky
Levé:
- Girupis (vlévá se 3,4 km od ústí)

Pravé:
- Būdupis (5,4 km)
- Irtuonėlė (11,8 km)